# 충정로 (서울)
충정로(忠正路)는 서울특별시 서대문구 충정로삼거리에서 서대문역을 잇는 0.80km 길이의 왕복 8차선 도로이다. 또한 이 도로는 서쪽은 서대문구, 동쪽은 중구로 나누는 기준선이며, 국도 제6호선이 이 도로와 함께 지나가고 있다. 법정동 충정로1가는 중구 소공동주민센터에서, 충정로2가 및 충정로3가는 서대문구 충현동주민센터에서 관할한다.

## 역사
- 일제 강점기 : 다케조에마치[竹添町; 죽첨정]라고 불림.
- 1946년 10월 1일 : 구한말의 충신이었던 민영환(閔泳煥)의 시호(諡號)인 충정(忠正)을 따서 충정로라는 동명을 제정함.
- 1984년 11월 7일 : 종점을 정동사거리에서 서대문역으로 단축하고, 단축한 구간(길이 700 m)을 새문안길로 편입함.
- 2010년 4월 22일 : 2개 이상 자치구에 걸쳐 있는 도로로 고시됨.[1]
- 2014년 11월 1일 : 충정로 버스전용차로 개통.[2]

## 노선
- 아현삼거리 - 충정로삼거리 - 충정로역(5호선) - 미동초등학교 - 서대문역

## 연결 도로
시점인 아현삼거리에서는 신촌로와 마포대로가 연결되고, 충정로삼거리에서는 서소문로가, 종점인 서대문역에서는 통일로와 새문안로가 만난다.

## 같이 보기
- 국도 제6호선
- 마포대로
- 새문안로
- 서소문로
- 신촌로
- 통일로